# Водовод Дон — Донбасс
Водовод Дон — Донбасс был построен в 2023 году для обеспечения водой городов Донецкой агломерации.

## Описание
Водовод состоит из двух нитей труб диаметром 1,2 м. Их протяжённость — 194 км. Проектная мощность — 288 тысяч м³ в сутки.
Водозабор из Дона осуществляется на плавучей водозаборной станции около хутора Дугино в Азовском районе Ростовской области. На водоводе имеется 8 насосных станций, поднимающих воду к каналу Северский Донец — Донбасс, откуда она разбирается для водоснабжения региона. Планируется заполнение поступающей водой Макеевского и Верхне-Кальмиусского водохранилищ. На трассе водовода имеется 63 перехода через железные и автомобильные дороги и реки.

## Предыстория
Донбасс является засушливым регионом, где потребности в воде в сухие годы превышают сток рек. С 1950-х годов вода в Донецк поступала по каналу Северский Донец — Донбасс. С начала конфликта в 2014 году участились перебои в водоснабжении региона Донбасса
Причинами перебоев в подаче воды в 2015 году являлись износ трубопроводов, перебои в подаче электроэнергии, повреждения водопроводов обстрелами, трудности в доступе к объектам ремонтных бригад из-за военных действий, административные ограничения со стороны Украины.
В ходе обстрелов в начале февраля 2022 года был выведена из строя насосная станция Южно-Донбасского водовода, находящаяся в «серой зоне». Летом того же года окончательно прекратилось поступление воды по каналу Северский Донец — Донбасс. Это привело к нехватке воды и ограничению водоснабжения Донецка: вода поступала в дома не более 2 часов в сутки, также осуществлялся привоз воды автоцистернами. В ноябре 2022 года объём водоснабжения упал в 5 раз по сравнению с началом года.

## Проектирование и строительство
Решение о начале строительства объекта было принято в ноябре 2022 года. Строительство было начато в декабре и было осуществлено за 4 месяца военными строителями. В строительстве принимало участие около 3,5 тысяч человек и 1300 единиц техники. В ходе строительства поступали жалобы местных жителей на испорченные дороги и шум работающей техники. После завершения строительства началось восстановление инфраструктуры.
Забор донской воды начался 31 марта 2023 года.В тестовом режиме водовод заработал 30 апреля 2023 года. Мощность водовода при запуске — 4000 м³ в сутки. В августе 2023 года мощность водовода приблизилась к проектному уровню и достигла 270 000 м³ в сутки.
Несмотря на запуск водовода Дон — Донбасс и Ханженковского водовода и восстановление скважин в Старобешевском районе, поступление воды в Донбасс недостаточно для круглосуточного водоснабжения. Решить водный вопрос может только восстановление инфраструктуры канала Северский Донец — Донбасс.